# کریستف اوبانل
کریستف اوبانل (انگلیسی: Christophe Aubanel؛ زادهٔ ۳ نوامبر ۱۹۷۶) بازیکن فوتبال اهل فرانسه است.
از باشگاه‌هایی که در آن بازی کرده‌است می‌توان به باشگاه فوتبال المپیک مارسی و باشگاه فوتبال لوریان اشاره کرد.